# Razz
Razz is een variant van het pokerspel. Het valt in de categorie van zogenaamde lowball-spellen, waarbij het de bedoeling is een hand te maken met een zo laag mogelijke waarde. Dit in tegenstelling tot reguliere pokervormen, waarin hoger juist beter is. Het spelverloop van Razz is exact hetzelfde als dat van 7 Card Stud, alleen daarin is het juist de bedoeling een zo sterk mogelijke combinatie van vijf kaarten te verzamelen.

## Spelverloop

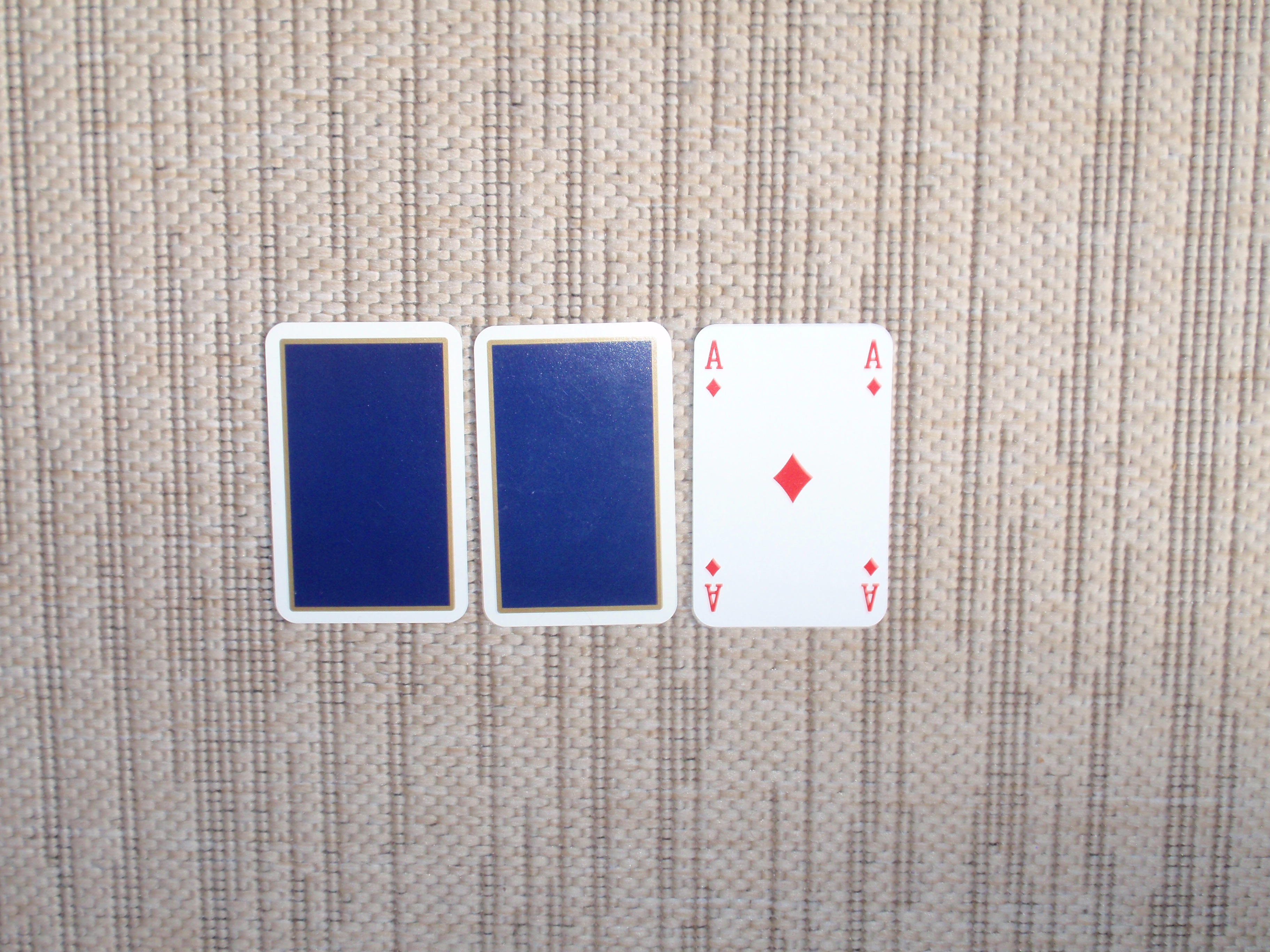
Beginhand

- Bij Razz krijgt iedere speler om te beginnen drie kaarten die alleen hij mag gebruiken. Twee daarvan zijn gesloten en alleen bekend bij de speler zelf, één ligt open en is ook voor tegenspelers te zien. Aan de hand hiervan bepaalt iedere deelnemer aan een 'hand' of hij deze goed genoeg vindt om te spelen. Zo ja, dan zet hij in, verhoogt hij de inzet van een eerdere inzetter of gaat hij mee met een eerdere inzetter/verhoger (dat wil zeggen, hetzelfde aantal fiches in de pot gooien als de op dat moment hoogste inzetter). Zo niet, dan gooit hij de hand weg.
- Wanneer duidelijk is wie er in de hand blijven, krijgen de overgebleven spelers ieder een voor iedereen zichtbare vierde kaart. Hierna bepaalt iedere deelnemer weer of hij inzet, meegaat, verhoogt of zijn hand weggooit. Na het delen van een vijfde open kaart, herhaalt zich dit opnieuw. Na het delen van een zesde open kaart nog eens.
- Wanneer er na het delen van zes kaarten en de daaropvolgende inzetronde nog twee of meer spelers over zijn, krijgen de overgeblevenen ieder een blinde zevende kaart (dus niet te zien voor de tegenspelers). Iedereen die nog meedoet aan de hand heeft dan drie blinde kaarten + vier zichtbare.

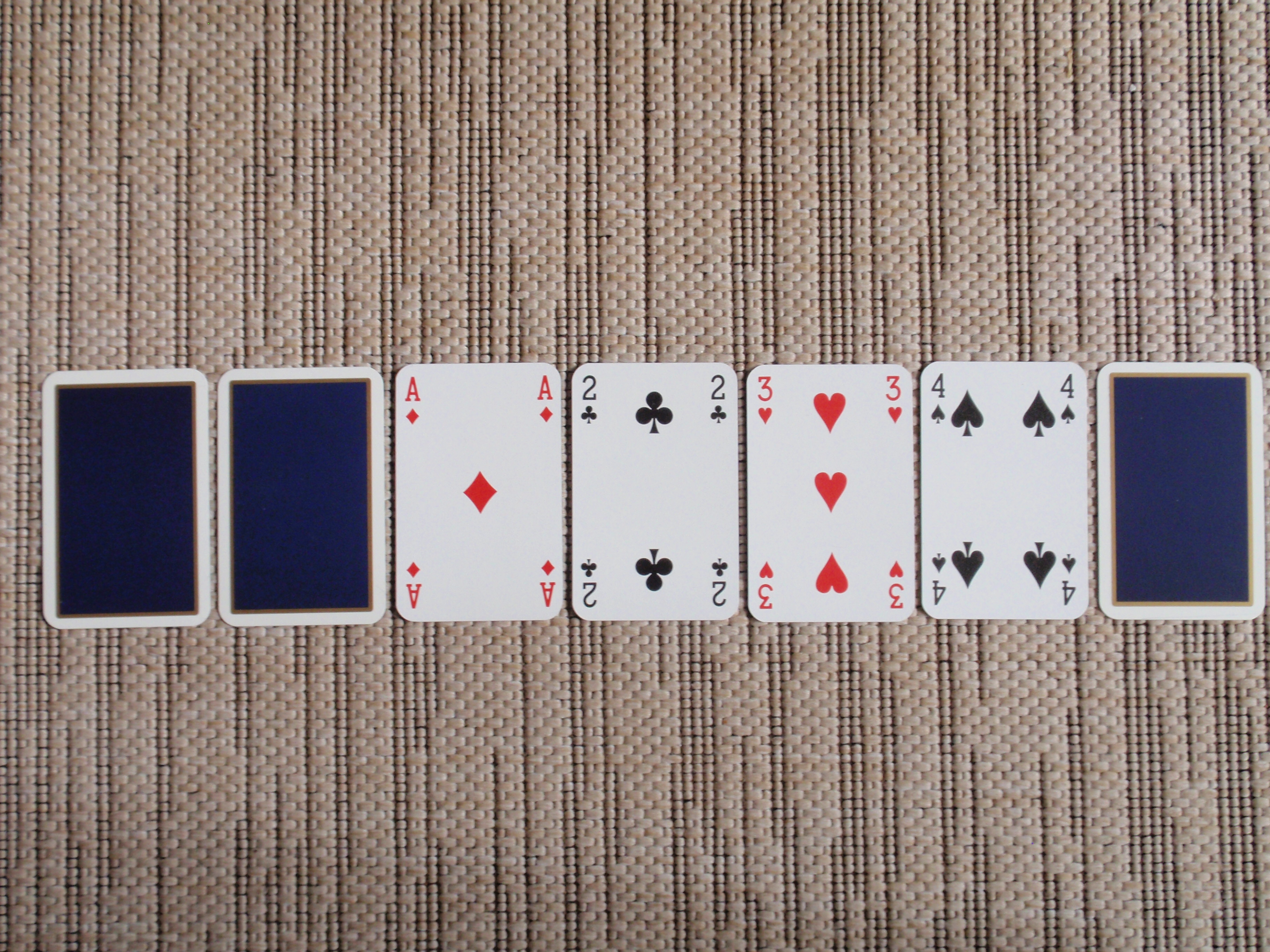
Volledige hand

- Wanneer een speler na het krijgen van zeven kaarten denkt definitief een lagere hand te hebben dan al zijn overgebleven medespelers (of wil bluffen en doen alsof dit zo is) kan hij nog een keer inzetten, meegaan (callen) of een eerdere inzet verhogen. Wanneer een speler ervan overtuigd is dat iemand anders een betere (dus lagere) hand heeft, mag hij zijn kaarten ook weggooien. Wanneer er ná de laatste inzetronde nog twee of meer spelers in de hand zitten, volgt de showdown. Daarin worden de kaarten getoond en wint de speler met de laagste combinatie kaarten de pot. Voor deze combinatie gelden de gunstigste vijf van de zeven kaarten die iedere speler in totaal heeft gekregen.
- Razz is een vorm van Stud Poker. Er zijn dus géén gemeenschapskaarten (of community cards). Hierop bestaat één uitzondering. Deze treedt in werking wanneer er aan een volle tafel van acht spelers na het delen van zes kaarten per persoon nog niemand zijn hand weggegooid heeft. Om alle spelers een zevende kaart te geven, zou de deler 56 kaarten nodig hebben terwijl er maar 52 in zijn stapel zitten. In plaats hiervan legt hij daarom in dit geval één kaart in het midden van de tafel die voor iedereen geldt.

## Handwaardes

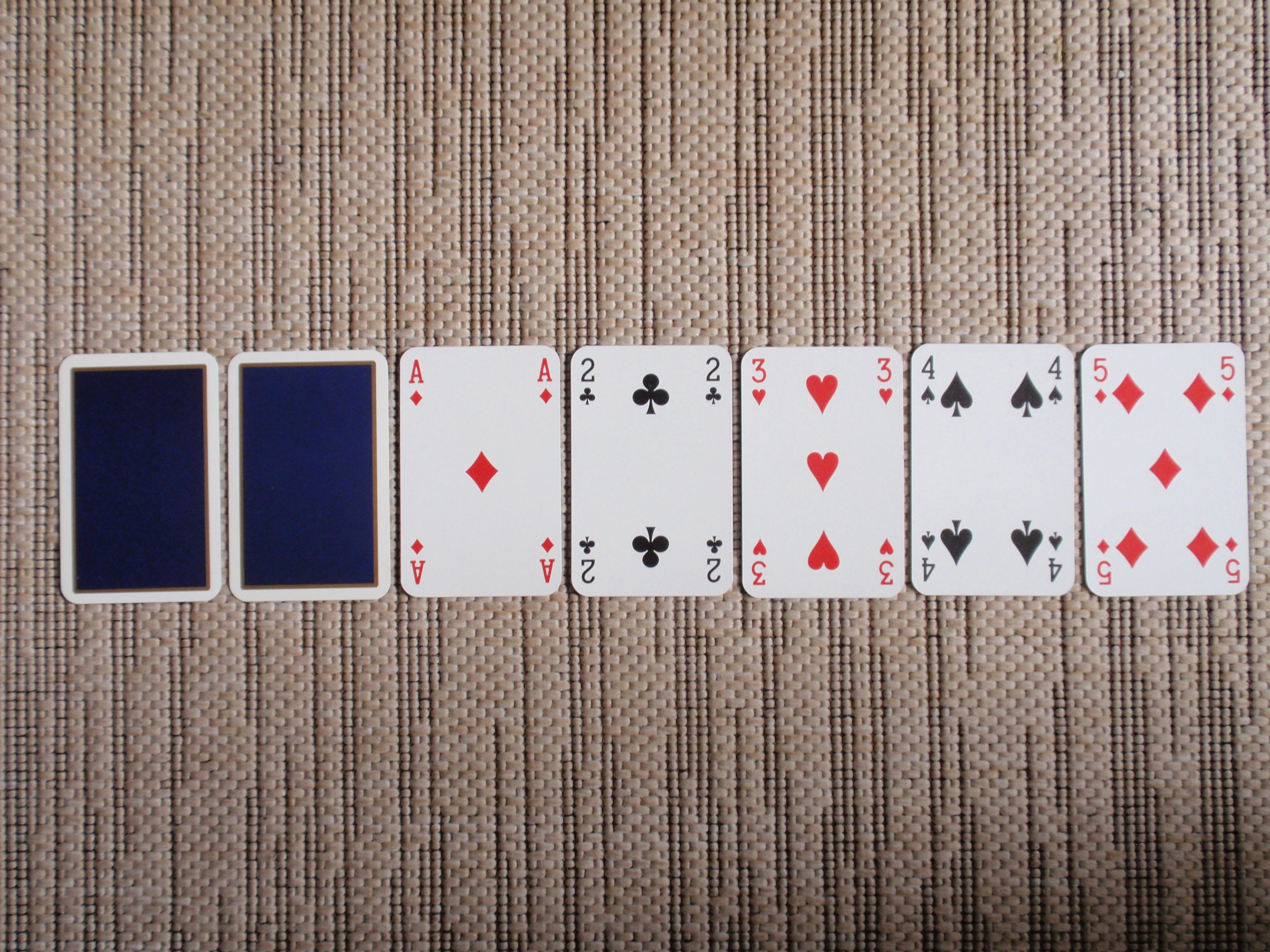
De perfecte hand in Razz (de meest rechtse kaart is tijdens het spel alleen door de eigenaar daarvan te zien).

Bij een showdown in Razz wint de speler die de laagste combinatie kan maken met vijf van zijn persoonlijke zeven kaarten. In Razz bestaan er geen flushes en straights (zie ook pokerhanden voor kaartwaardes). Een pair, three-of-a-kind, full house etc. gelden wel en zijn in Razz dus ongunstig om te hebben (indien deze behoren tot de gunstigste combinatie van vijf kaarten van een speler). Dit maakt een hand zonder versterkende combinatie de best mogelijke, specifiek diegene met de laagst mogelijke hoogste kaart. Mochten twee handen tijdens een showdown allebei geen enkele - geldende - versterkende combinatie bevatten én dezelfde hoogste kaart, dan wint degene met de laagste een-na-hoogste kaart in zijn hand (daarna de twee-na-hoogste kaart, etc).
- Een hand met alleen een 'high card' (bijvoorbeeld 9-8-5-4-2 (K-10)), wint dus altijd van iedere hand met een paar (behorend tot de gunstigste combinatie van vijf) of 'beter' daarin.
- Een hand met bijvoorbeeld een boer (Jack) als hoogste kaart (bijvoorbeeld J-10-9-6-2 (K-Q)), verliest van een hand met een lagere hoogste kaart (bijvoorbeeld 10-9-8-7-5 (Q-J)).
- Wanneer twee handen dezelfde high card hebben (bijvoorbeeld hand één: 9-8-7-3-2 (K-J) en hand twee 9-5-4-3-2 (Q-10)), dan wint de hand met de laagste op-één-na hoogste kaart (in dit voorbeeld dus hand twee)

De beste (laagste) kaarthand in Razz is A-2-3-4-5 (+ iedere andere twee kaarten). In dit spel geldt de aas als laagst mogelijke kaart. A-2-3-4-5 vormt daarbij geen straight, omdat die in Razz niet bestaat.

## World Series of Poker
Er werd in 1971 voor het eerst een Razz-toernooi opgenomen in de jaarlijkse World Series of Poker. Het ontbrak vervolgens in 1972 in het spelaanbod op de WSOP, maar sinds de World Series of Poker 1973 bevat het evenement ieder jaar minimaal één Razz-toernooi. In de loop der jaren werden deze Razz-titels gewonnen door vooraanstaande namen in de pokerwereld, zoals Doyle Brunson, T.J. Cloutier, Ted Forrest, Barry Greenstein, Jeff Lisandro, Tom McEvoy en Huck Seed.

## London Lowball
- London Lowball is een variant op Razz waarin flushes en straights wél gelden. Daarom is A-2-3-4-6 daarin de gunstigste combinatie, aangezien A-2-3-4-5 in London Lowball een straight maakt.